# Бауман Микола Ернестович
Мико́ла Ерне́стович Ба́уман (29 травня 1873 — †31 жовтня 1905) — діяч більшовицької партії, революціонер-професіонал, соратник В. І. Леніна.

## Життєпис
Народився поблизу Казані. За походженням - німець. Революційну діяльність почав у Казані.
З 1896 — член петербурзького «Союзу боротьби за визволення робітничого класу». 1897 був заарештований і після 22-місячного ув'язнення висланий у Вятську губернію.
1899 втік із заслання за кордон (у Швейцарію), де став одним з найближчих помічників В. І. Леніна у створенні газети «Искра». З 1901, за дорученням В. І. Леніна, працював у Москві зі зміцнення іскрівської організації. Виконуючи завдання «Искры», в лютому 1902 Бауман приїхав до Києва, але незабаром був заарештований і кинутий в Лук'янівську в'язницю; учасник славнозвісної втечі 11 соціал-демократів.
На II з'їзді РСДРП (1903) відстоював позиції твердих іскрівців. Після повернення до Росії очолив Московську більшовицьку організацію, взяв участь у створенні Північного бюро ЦК партії.
У червні 1904 знову арештований.
На початку жовтня 1905 вийшов із тюрми і керував підготовкою збройного повстання в Москві. Загинув під час сутички від ударів по голові, намагаючись застрелити політичного супротивника. В. І. Ленін високо оцінював заслуги Баумана перед партією і присвятив його пам'яті статтю-некролог.
У Сумах була вулиця Баумана. Натепер переназвана на вулицю Степана Бандери. Микола Бауман внесений до декомунізаційного списку Українського інституту національної пам'яті.

### Кінематограф
У 1967 році на Мосфільмі знято художній фільм «Микола Бауман» (режисер — Семен Туманов). У ролі Миколи Баумана — Ігор Лєдогоров.